# Estonsko na Letních olympijských hrách 2000
Estonsko se účastnilo Letní olympiády 2000. Zastupovalo ho 42 sportovců v 10 sportech.

## Medailisté
| Medaile | Jméno            | Sport    | Soutěž                 |
| ------- | ---------------- | -------- | ---------------------- |
| Zlato   | Erki Nool        | Atletika | Muži desetiboj         |
| Bronz   | Alexej Budolin   | Judo     | muži polostřední 81 kg |
| Bronz   | Indrek Pertelson | Judo     | muži těžká nad 100 kg  |